# Janine Turner
Janine Loraine Gauntt, famosa con il nome d'arte Janine Turner (Lincoln, 6 dicembre 1962), è un'attrice ed ex modella statunitense.
Deve la sua notorietà al ruolo di Maggie O'Connell nella serie televisiva Un medico tra gli orsi e alla sua partecipazione a numerosi film, sia cinematografici che televisivi, tra cui Cliffhanger - L'ultima sfida con Sylvester Stallone.

## Biografia

### Infanzia
Janine Loraine Gauntt nasce a Lincoln, da Janice Loraine, un'agente immobiliare, e da Turner Maurice Gauntt, pilota per la compagnia aerea Braniff Airways. Entrambi i suoi genitori sono del Texas. Janice ha un fratello di nome Tim, ed è cresciuta ad Euless.

### Carriera
Nel 1978, diciassettenne, parte per intraprendere la carriera di modella con la Wilhelmina Modeling Agency. Debutta come attrice nel 1980, con qualche apparizione in alcuni episodi della serie televisiva Dallas. Negli anni ottanta continua con alcune partecipazioni come ospite in show televisivi prima di ottenere il ruolo di Laura Templeton in General Hospital.
Nel 1986, molto frustrata dalla qualità dei ruoli che le venivano offerti e in disaccordo con i consigli del suo agente, si trasferisce a New York per affinare le sue doti recitative, studiando con Marcia Haufrecht dell'Actors Studio. In questo periodo rivaluta i ruoli che vorrebbe intraprendere, scartando anche molte offerte cinematografiche o televisive: di conseguenza rimane senza molti soldi e cade anche in depressione.

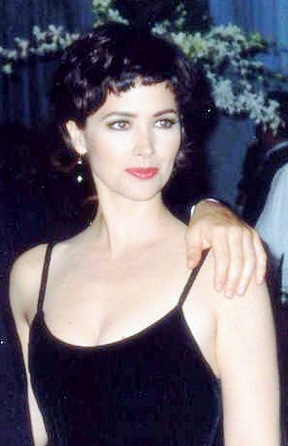
Janice Turner agli Emmy Awards nel 1993

La sua interpretazione in Un medico tra gli orsi, dove interpreta Maggie O'Connell, le vale nel 1993 una nomination all'Emmy Award, ed in seguito, dal 1992 al 1994, tre nomination al Golden Globe per la miglior attrice in una serie drammatica. Dopo il suo ruolo in Un medico tra gli orsi, ha preso parte al film d'azione Cliffhanger - L'ultima sfida con Sylvester Stallone. Nel 2004 ha scritto e diretto Trip in a Summer Dress, e nel 2006 è comparsa in The Night of the White Pants.

### Vita privata
Janine vive con sua figlia Juliette in un ranch vicino a Dallas, dove allevano Longhorn del Texas. È membro conservatore del partito repubblicano statunitense, promuovendo nel 2008 come candidato alla vicepresidenza Sarah Palin.

## Filmografia

### Cinema
- L'ospedale più pazzo del mondo (Young Doctors in Love), regia di Garry Marshall (1982)
- Knights of the City, regia di Dominic Orlando (1986)
- Tai-Pan, regia di Daryl Duke (1986)
- Monkey Shines - Esperimento nel terrore (Monkey Shines), regia di George A. Romero (1988)
- Fiori d'acciaio (Steel Magnolias), regia di Herbert Ross (1989)
- L'ambulanza (The Ambulance), regia di Larry Cohen (1990)
- Cliffhanger - L'ultima sfida (Cliffhanger), regia di Renny Harlin (1993)
- Ci pensa Beaver (Leave It to Beaver), regia di Andy Cadiff (1997)
- Una rapina tira l'altra (The Curse of Inferno), regia di John Warren (1997)
- Il dottor T e le donne (Dr. T and the Women), regia di Robert Altman (2000)
- No Regrets, regia di Curt Hahn (2004)
- Trip in a Summer Dress, regia di Janine Turner (2004) - corto
- Birdie & Bogey, regia di Mike Norris (2004)
- The Night of the White Pants, regia di Amy Talkington (2006)
- I cani dei miracoli 2 (Miracle Dogs Too), regia di Richard Gabai (2006)
- Maggie's Passage, regia di Mike Norris (2009)
- Premonitions (Solace), regia di Afonso Poyart (2015)
- Occupy, Texas , regia di Jeff Barry (2016)
- Gosnell: The Trial of America's Biggest Serial Killer , regia di Nick Searcy (2018)
- Runnin' from My Roots , regia di Nancy Criss (2018)
- Birthright Outlaw , regia di Aaron Burns (2023)

### Televisione
- Dallas - serie TV, 3 episodi (1980-1981)
- Behind the Screen - serie TV, 1 episodio (1981)
- Mago Merlino (Mr. Merlin) - serie TV, 1 episodio (1981)
- Love Boat (The Love Boat) - serie TV, 1 episodio (1982)
- General Hospital - serie TV, 3 episodi (1982-1983)
- The Paper Chase - serie TV, 1 episodio (1983)
- Happy Days - serie TV, 1 episodio (1983)
- Boone - serie TV, 1 episodio (1983)
- Legmen - serie TV, 1 episodio (1984)
- The Master - serie TV, 1 episodio (1984)
- Santa Barbara - serie TV, 1 episodio (1984)
- Mike Hammer - serie TV, 1 episodio (1984)
- A-Team (The A-Team) - serie TV, 1 episodio (1985)
- Supercar (Knight Rider) - serie TV, 1 episodio (1985)
- Destini (Another World) - serie TV, 1 episodio (1986)
- In viaggio nel tempo (Quantum Leap) - serie TV, 1 episodio (1989)
- Un medico tra gli orsi (Northern Exposure) - serie TV, 110 episodi (1990-1995)
- La scelta di Anna (Stolen Women, Captured Hearts), regia di Jerry London - film TV (1997)
- Circolo d'inganni (Circle of Deceit), regia di Alan Metzger - film TV (1998)
- Beauty, regia di Jerry London - film TV (1998)
- Fatal Error, regia di Armand Mastroianni - film TV (1999)
- Innamorarsi a Venezia (A Secret Affair), regia di Bobby Roth - film TV (1999)
- Squadra Med - Il coraggio delle donne (Strong Medicine) - serie TV, 50 episodi (2000-2002)
- Walker Texas Ranger - Processo infuocato (Walker, Texas Ranger: Trial by Fire), regia di Aaron Norris - film TV (2005)
- Il passato di uno sconosciuto (Primal Doubt), regia di Yelena Lanskaya - film TV (2007)
- Law & Order - Unità vittime speciali (Law & Order: Special Victims Unit) - serie TV, 1 episodio (2008)
- Friday Night Lights - serie TV, 12 episodi (2008-2009)

## Doppiatrici italiane
Nelle versioni in italiano dei suoi film, Janine Turner è stata doppiata da:
- Emanuela Rossi in Cliffhanger - L'ultima sfida
- Veronica Pivetti in Ci pensa Beaver
- Claudia Catani in Un medico tra gli orsi (1ª voce)
- Barbara Berengo Gardin in Un medico tra gli orsi (2ª voce)
- Laura Boccanera in General Hospital
- Liliana Sorrentino in Innamorarsi a Venezia
- Cinzia De Carolis in Fatal Error
- Stefania Patruno in Squadra Med - Il coraggio delle donne
- Selvaggia Quattrini in Cliffhanger - L'ultima sfida (ridoppiaggio)